# Карл Феликс
Карл Феликс (итал. Carlo Felice, Карло Феличе; 6 апреля 1765, Турин, Пьемонт — 27 апреля 1831, Турин) — сардинский король в 1821-31 гг., четвёртый сын Виктора Амадея III.

## Биография
Будучи младшим сыном короля, герцог Генуэзский, как его звали в юности, не рассчитывал унаследовать корону. Детство провёл в замке Монкальери в обществе сестры Марии Каролины. Нелюдимый характер, отвращение к светским развлечениям и любовь к одиночеству предрасполагали его к карьере католического прелата. После завоевания Пьемонта французскими войсками Карл Феликс стал именоваться маркграфом (маркизом) Сузы. 
Когда Карл Феликс жил в Модене, к нему пришло известие о том, что старший брат Виктор Эммануил I отрёкся от престола в результате революции 1821 года. По салическим законам Савойского дома дочери Виктора Эммануила были отстранены от наследства, и престол перешёл к Карлу Феликсу, который, не имея собственных детей, поспешил назначить регентом находившегося в Турине родственника (следующего в линии наследования престола) — Карла Альберта Кариньянского.
23 октября 1822 года был награждён орденом Св. Андрея Первозванного.
Во время пребывания в бунтующем Турине регент пообещал дать народу конституцию, чем разгневал Карла Феликса, спешно отозвавшего его полномочия. Чтобы подавить волнения, король обратился за помощью к Меттерниху. Восставшие были разбиты австрийцами, в сопровождении которых Карл наконец вступил в Турин. 
Вслед за тем революция была подавлена путём внесудебных расправ; созданная по настоянию короля чрезвычайная комиссия вынесла около ста смертных приговоров. Новый король питал отвращение к своей столице как к гнезду измены и с тех пор приезжал туда только к началу театрального сезона, предпочитая жить в загородных замках и в Генуе.
Правление Карла Феликса в целом было реакционным, хотя он пытался реформировать правовую систему, осознавая её противоречивость и несовершенство. Поддерживал развитие пьемонтской металлургии, 
проводил политику протекционизма. Для сбыта продукции местных фабрик реконструировал порт в Ницце. При нём была построена дорога от Кальяри до Сассари. В 1825 г. пьемонтские корабли совершили нападение на порт Триполи. В память о своём правлении оставил Турину театр Карло Феличе и Египетский музей.

## Семья
С 1807 года был женат на Марии Кристине Бурбон-Сицилийской (1779—1849), дочери короля Обеих Сицилий Фердинанда I. Детей у супругов не было. Чета похоронена в восстановленном ими аббатстве Откомб (ныне — на территории Франции).